# IAAF World Cross Challenge
IAAF World Cross Challenge – cykl imprez w biegach przełajowych organizowany przez IAAF w latach 1990–2000. 

## Rezultaty

### Mężczyźni
| Sezon:  | 1. miejsce:                  | 1. miejsce: | 2. miejsce:               | 2. miejsce: | 3. miejsce:                 | 3. miejsce: |
| ------- | ---------------------------- | ----------- | ------------------------- | ----------- | --------------------------- | ----------- |
| 1990-91 | Ondoro Osoro · Kenia         | 115         | Addis Abebe · Etiopia     | 113         | Richard Chelimo · Kenia     | 107         |
| 1991-92 | Fita Bayissa · Etiopia       | 138         | Ondoro Osoro · Kenia      | 97          | Dominic Kirui · Kenia       | 88          |
| 1992-93 | Ismael Kirui · Kenia         | 116         | Fita Bayissa · Etiopia    | 110         | Dominic Kirui · Kenia       | 103         |
| 1993-94 | Haile Gebrselassie · Etiopia | 107         | William Sigei · Kenia     | 97          | Ismael Kirui · Kenia        | 91          |
| 1994-95 | Ismael Kirui · Kenia         | 135         | Paulo Guerra · Portugalia | 130         | Salah Hissou · Maroko       | 117         |
| 1995-96 | Paul Tergat · Kenia          | 125         | James Kariuki · Kenia     | 97          | Joseph Kimani · Kenia       | 64          |
| 1996-97 | Paul Tergat · Kenia          | 113         | Bernard Barmasai · Kenia  | 102         | Jon Brown · Wielka Brytania | 83          |
| 1997-98 | Paul Tergat · Kenia          | 139         | Tom Nyariki · Kenia       | 119         | Paul Koech · Kenia          | 113         |
| 1998-99 | Paul Koech · Kenia           | 118         | Paul Tergat · Kenia       | 97          | Mohammed Mourhit · Belgia   | 85          |
| 1999-00 | Paul Tergat · Kenia          | 107         | Patrick Ivuti · Kenia     | 104         | Assefa Mezegebu · Etiopia   | 102         |

### Kobiety
| Sezon:  | 1. miejsce:                    | 1. miejsce: | 2. miejsce:                       | 2. miejsce: | 3. miejsce:                       | 3. miejsce: |
| ------- | ------------------------------ | ----------- | --------------------------------- | ----------- | --------------------------------- | ----------- |
| 1990-91 | Susan Sirma · Kenia            | 125         | Jane Ngotho · Kenia               | 123         | Derartu Tulu · Etiopia            | 88          |
| 1991-92 | Catherina McKiernan · Irlandia | 141         | Albertina Dias · Portugalia       | 123         | Luchia Yishak · Etiopia           | 122         |
| 1992-93 | Catherina McKiernan · Irlandia | 141         | Albertina Dias · Portugalia       | 138         | Esther Kiplagat · Kenia           | 98          |
| 1993-94 | Catherina McKiernan · Irlandia | 141         | Albertina Dias · Portugalia       | 123         | Margareta Keszeg · Rumunia        | 97          |
| 1994-95 | Catherina McKiernan · Irlandia | 135         | Rose Cheruiyot · Kenia            | 126         | Catherine Kirui · Kenia           | 100         |
| 1995-96 | Rose Cheruiyot · Kenia         | 138         | Gabriela Szabo · Rumunia          | 109         | Gete Wami · Etiopia               | 104         |
| 1996-97 | Gete Wami · Etiopia            | 132         | Elena Fidatov · Rumunia           | 118         | Paula Radcliffe · Wielka Brytania | 99          |
| 1997-98 | Merima Denboba · Etiopia       | 120         | Paula Radcliffe · Wielka Brytania | 104         | Jackline Maranga · Kenia          | 98          |
| 1998-99 | Gete Wami · Etiopia            | 144         | Merima Denboba · Etiopia          | 79          | Paula Radcliffe · Wielka Brytania | 72          |
| 1999-00 | Lydia Cheromei · Kenia         | 122         | Gete Wami · Etiopia               | 119         | Ayelech Worku · Etiopia           | 94          |